# Cryptopsaras couesii
Cryptopsaras couesii (Gr.: „kryptos“ = geheim, versteckt + „psaras“ = Fischer + couesii zu Ehren des Ornithologen Elliott Coues) ist ein Tiefsee-Anglerfisch, der fast weltweit in allen Ozeanen in tropischen und subtropischen Regionen vorkommt. Er lebt vor allem in Tiefen von 500 bis 1250 Metern, geht selten bis an die Meeresoberfläche oder bis in Tiefen von mehr als 3000 Metern.

## Merkmale
Ausgewachsene Weibchen von Cryptopsaras couesii können eine Maximallänge von 44 cm erreichen. Ihr Körper ist plump und seitlich abgeflacht. Freilebende Zwergmännchen wurden bis zu einer Maximallänge von 1,05 cm gefunden, festgewachsene werden maximal 7,3 cm lang. Charakteristisch für die Weibchen der Art sind drei ovale Fleischwarzen vor der Rückenflosse, ein mittlerer großer und rechts und links davon jeweils ein kleinerer. Das Illicium der Weibchen ist kurz und fast vollständig von Gewebe der Esca eingeschlossen. Auf dem Suboperculare sitzt ein Stachel. Die Männchen sind nur auf der Rückenseite, auf dem Kiemendeckel und dem Schwanzstiel pigmentiert.
- Flossenformel: Dorsale I/4–5; Anale 0/4.
- Wirbelzahl: 20.
- Branchiostegalstrahlen: 6